# 全纯曲线
复几何中，复流形M中的全纯曲线是从复平面映射到M的非常值全纯映射f。
奈望林纳理论解决了复射影线中全纯曲线值的分布问题。